# Волшебник Изумрудного города (мультфильм)
«Волше́бник Изумру́дного го́рода» — советский цикл из десяти кукольных мультипликационных фильмов, выпущенных творческим объединением «Экран» (разными режиссёрами) в 1973—1974 годах по мотивам первых трёх повестей Александра Волкова о приключениях в Изумрудном городе и в Волшебной стране: «Волшебник Изумрудного города» (серии 1-5), «Урфин Джюс и его деревянные солдаты» (серии 6-8) и «Семь подземных королей» (серии 9-10).
1. «Элли в Волшебной стране» (Кирилл Малянтович)
2. «Дорога из жёлтого кирпича» (Леонид Аристов)
3. «Изумрудный город» (Юлиан Калишер, Юрий Трофимов)
4. «Королевство Бастинды» (Александр Боголюбов)
5. «Разоблачение Великого и Ужасного» (Александр Боголюбов)
6. «Тайна колдуньи Гингемы» (Юрий Клепацкий)
7. «Корабль старого моряка» (Карло Сулакаури)
8. «Солдаты-садоводы» (Кирилл Малянтович)
9. «Загадочная пещера» (Юлиан Калишер)
10. «Элли встречается с друзьями» (Юлиан Калишер, Юрий Трофимов)

## Сюжет

### 1-5 серии
Девочка Элли живёт в степи со своей мамой и верным пёсиком Тотошкой. Мама Элли читает своей дочери и Тотошке сказку «Золушка». Элли размечталась: «Вот бы мне встретить волшебницу!».
Неожиданно начинается ураган, как оказалось, вызванный злой колдуньей Гингемой. Он подхватывает фургон, в котором находятся Элли и Тотошка, и заносит его в Волшебную страну, где живут волшебники, говорящие звери и другие необычные существа. Фургон падает прямо на Гингему, и колдунья погибает, поэтому Жевуны — жители Голубой страны — решают, что Элли — могущественная фея. Мудрая волшебница Виллина предсказывает девочке, что та сможет вернуться домой, когда доберётся до Изумрудного города, и великий волшебник Гудвин исполнит заветные желания трёх существ, встреченных по пути. Элли в серебряных башмачках, оставшихся после гибели Гингемы, отправляется в путь по дороге из жёлтого кирпича в сопровождении заговорившего Тотошки. По пути они встречают Страшилу — соломенное пугало, мечтающее получить ум. Очевидно, он не выдержал вороньих насмешек и из-за своей глупости сказал Элли и Тотошке в качестве «приветствия»: «Спокойной ночи».
На пути герои встретили Железного Дровосека, который стоял посреди леса обездвиженный из-за ржавчины. Когда же Элли смазала бедняка машинным маслом, он рассказал о случившемся и изъявил заветное желание — иметь сердце. Пока Элли собирала цветы, её настиг Людоед, понёс к себе в замок и привязал к столу, дабы съесть её. Но пока Людоед зажигал котёл, друзья обманным путём спасли Элли, а Тотошка укусил его за палец. Людоед бросается в погоню, но Дровосек при выходе придавливает его воротами.
Продолжая путь по дороге, проложенной Виллиной, герои оказались на берегу озера, через которое переправились с помощью плота. Однако Страшила повис на шесте, вдобавок, поднялась буря и моментально вынесла всех на берег. Еле живые, герои встречают Трусливого Льва, который якобы набросился на Тотошку. Хозяйка воздерживает Тотошку от льва, говоря, что он трусливый. Рассказав причину, лев расплакался, объявляя, что хочет стать смелым. Элли просит льва спасти Страшилу, и он это делает, несмотря на то что он боится воды.
Далее герои попадают на коварное маковое поле. Чары цветов усыпляют героев, заставляя их забыть обо всём на свете. Страшила и Дровосек спасают Элли и Тотошку, вынося их на руках, а льва выкатили на тележке, на которой приехали к зайцам и саблезубому тигру, которого подвешивают на дереве. Зайцы предлагают льву остаться с ними, но отпускают его, узнав, что он вместе с другими героями идёт в Изумрудный город.
Охранники Изумрудного города, впервые увидев Элли в серебряных башмачках, решают, что к ним пришла фея, и допускают её с друзьями к Гудвину. Великий и Ужасный волшебник предстаёт перед ними в разных обликах и объявляет, что исполнит все их желания, когда друзья победят злую волшебницу Бастинду, посылающую в Изумрудный город Летучих Обезьян, которые засыпают песком цветы. Элли, Страшила, Дровосек, Лев и Тотошка снова отправляются в путь и приходят в Фиолетовую страну, где колодцы почему-то засыпаны песком. Глупый Волк, слуга Бастинды, проговаривается, что хозяйка не любит воду: плеснёшь на неё — она и растает. Страшила предлагает пойти в замок Бастинды, взяв воду. Колдунья, желая поскорее получить волшебные башмачки, забывает об осторожности и попадает в ведро с водой. Местные жители Мигуны обретают свободу.
Элли находит в замке чудесную Золотую Шапку и становится повелительницей Летучих Обезьян: они и переносят девочку с друзьями обратно в Изумрудный город. Там раскрывается секрет Гудвина: мнимый волшебник оказывается обыкновенным артистом. Тем не менее он угощает Льва вкусным питьём, «дающим смелость», Страшиле дарит венок из роз, в котором «заключён ум», а Железному Дровосеку отдает шёлковое сердце, которое он сразу вставляет себе в грудь. Затем Гудвин собирается улететь вместе с Элли на воздушном шаре, а правителем Изумрудного города оставляет Мудрого Страшилу. Однако шар с Гудвином поднимается в небо раньше времени, и девочка так и остаётся в Волшебной стране. Тогда она приказывает Летучим Обезьянам привести Стеллу, добрую волшебницу Розовой страны. Стелла открывает тайну серебряных башмачков: нужно щёлкнуть каблуком о каблук и сказать своё желание. Элли с Тотошкой возвращаются домой.

### 6-8 серии
Проходит время. В гостях у Элли останавливается её дядюшка, старый моряк Чарли. Ворона Кагги-Карр приносит письмо от Страшилы, из которого Элли узнаёт, что её друзья попали в беду.
Оказывается, что филин, который раньше служил Гингеме, принёс угрюмому и властолюбивому столяру Урфину Джюсу сундучок с живительным порошком своей бывшей хозяйки. О его силе Урфин узнал, случайно оживив медвежью шкуру. Набив её опилками, он обретает себе верного спутника-медведя. Тогда Джюс сделал из дерева несколько десятков грозных солдат и захватил Изумрудный город. Прежний правитель Страшила попал в подземную тюрьму, куда потом солдаты бросили ещё и Железного Дровосека и Смелого Льва.
Дядюшка Чарли, Элли, Кагги-Карр и верный Тотошка отправляются в Волшебную страну на сухопутном корабле. На границе страны стоят чёрные камни Гингемы, притягивающие к себе всех чужеземцев, но ворона обращается за помощью к Виллине, и та устраняет злые чары чудесными ягодами.
Элли, моряк и Тотошка проникают в подземный ход, отгоняют по пути страшного Шестилапого, доходят до дворцовой тюрьмы и выбираются из неё вместе с освобождёнными друзьями, перепилив решётку на окне. Тотошка, узнав, что Урфин отнял у Дровосека топор, чтобы делать новых солдат, отбивает инструмент.
Моряк пробует отстреливаться от деревянной армии из корабельной пушки, но ядра быстро кончаются. Всей команде приходится покинуть судно, повреждённое солдатскими дубинками. Тогда Страшила придумывает ловить солдат Урфина с помощью древесной смолы.
Железный Дровосек вырезает пойманным деревянным фигурам добрые лица вместо злых рож, и бывшие воины становятся садоводами и лесниками, чтобы вырастить новые деревья на месте срубленных, сажая при этом деревянные дубины и даже друг друга. И всё это превращается в живые деревья.
В это время у Урфина кончается порошок, и самозваный правитель сбегает в подземелье, не выдержав натиска взбунтовавшихся жителей Волшебной страны. Мигуны чинят сухопутный корабль, и капитан Чарли, Элли и Тотошка возвращаются в Канзас.

### 9-10 серии
Элли снова дома. Соседский мальчик Тим, наслышанный о её путешествиях в Волшебную страну, тоже решает похвастаться перед девочкой и берёт её с собой на прогулку на лодке в Поющую пещеру. Подземная река приводит в Волшебную страну; подтверждение тому — Тотошка вновь начинает разговаривать. Друзья встречают огромного, но милого птенца, которого Тим защищает от Шестилапого, а затем попадают в страну Подземных Рудокопов, которой правят семь королей, у каждого из которых свой день недели. Хранитель Времени следит за чёткой сменой государей, и каждый вечер усыпляет отцарствовавшего короля Водой Забвения.
Между тем, Урфин Джюс блуждает по подземным коридорам и, услышав людские голоса, разбивает бассейн с усыпительной водой. Вода уходит в землю. Урфин заявляет королю Вторнику (в день катастрофы правит именно он), что фея Элли, победительница Гингемы и Бастинды, сможет вернуть воду. Проходит неделя, просыпаются остальные короли, Хранителю Времени становится трудно поддерживать порядок. Элли начинает демонстративно читать заклинания, а Тотошка тайком сбегает в подземные коридоры. Нюх выводит его в Изумрудный город, и Страшила с Железным Дровосеком и Смелым Львом бросаются на помощь, захватив с собой помпу и бурав. Добравшись до Подземной страны, друзья бурят землю, добывают Воду Забвения, короли напиваются и снова засыпают (даже король Воскресенье, которому полагается править по часам, выпивает воды, объясняя это тем, что «воскресенье — выходной»). Джюс, перепугавшись, что останется без поддержки, тоже пьёт волшебную воду («Лежачего не бьют!»).
Мудрый Страшила предлагает перевоспитать королей, и Хранитель Времени раздаёт проснувшимся, ничего не помнящим о себе владыкам ремёсла, чтобы былые угнетатели честно трудились. Из Урфина тоже решают сделать человека: Страшила обещает научить его быть умным, Железный Дровосек — добрым, а Лев — храбрым. Сбывается древнейшее предание: в Волшебной стране больше не остаётся злодеев, и подземные жители выбираются наверх.

## Над фильмом работали
- Автор сценария: Александр Кумма
- Режиссёры:
  - Кирилл Малянтович (1 и 8 серии)
  - Леонид Аристов (2 серия)
  - Юлиан Калишер (3, 9 и 10 серии)
  - Юрий Трофимов (3 и 10 серии)
  - Александр Боголюбов (4 и 5 серии)
  - Юрий Клепацкий (6 серия)
  - Карло Сулакаури (7 серия)
- Художники-постановщики:
  - Галина Беда
  - Вячеслав Назарук
  - Борис Моисеев
  - Юрий Трофимов
  - Геннадий Смолянов
  - В. Левинская
  - Евгения Боголюбова
- Операторы:
  - Иосиф Голомб
  - Игорь Николаев
  - Евгений Туревич
  - Илья Миньковецкий
  - Леонард Кольвинковский
  - Георгий Касрадзе
- Композиторы: Игорь Ефремов, Анатолий Быканов, Игорь Космачёв
- Тексты песен: Ирина Токмакова, А. Санин, Леонид Дербенёв, Игорь Шаферан
- Звукооператоры: С. Каценелленбоген (1 серия), Виталий Азаровский (2-5, 7-10 серии), Цезарь Рискинд (6 серия)
- Художники-мультипликаторы:
  - Кирилл Малянтович
  - Борис Савин
  - Валерий Чурик
  - Юрий Клепацкий
  - Лев Жданов
  - Борис Чани
  - Алла Гришко
  - Галина Золотовская
  - Аида Зябликова
  - О. Думбадзе
  - Бондо Шошитаишвили
  - Н. Трушина
  - Юрий Медведовский
  - Александр Дегтярёв
  - Павел Петров
- Куклы изготовили:
  - Галина Круглова
  - Елена Гагарина
  - Роман Федин
  - Александр Дегтярёв
  - Алексей Смольянинов
  - Борис Караваев
  - Виктор Слетков
  - Александра Мулюкина
  - Нина Пантелеева
  - Елена Зеленина
  - Анастасия Колтунова
  - Владимир Шафранюк
  - Владислав Казенов
  - Геннадий Лютинский
  - Маргарита Богатская
  - Людмила Насонова
  - Михаил Казенов
- Монтаж: Светланы Симухиной, Марины Трусовой, Галины Дробининой, Нины Бутаковой
- Редактор: Валерия Коновалова
- Директора картины: В. Попов, Л. Смирнов

## Роли озвучивали
| Актёр                           | Роль |
| ------------------------------- | --- |
| Клара Румянова                  | Элли (1-4, 6-10 серии) / 2-й житель Фиолетовой страны (8 серия)                                                                                |
| Ольга Громова                   | Элли (5 серия) |
| Агарь Власова                   | Тотошка |
| Роман Ткачук                    | Страшила |
| Гарри Бардин                    | Железный Дровосек (1-3, 5-10 серии; в титрах 3-й серии указан как В. Бардин)                                                                   |
| Спартак Мишулин                 | Железный Дровосек (4 серия) |
| Владимир Ферапонтов             | Лев (2-4 серии) |
| Леонид Каневский                | Лев (5 серия) |
| Рогволд Суховерко               | Лев (8 и 10 серии) / саблезубый тигр (2 серия) / стражник (5 серия)                                                                            |
| Зиновий Гердт                   | Гудвин (3 серия) |
| Валерий Золотухин               | Гудвин (5 серия) |
| Эмилия Мильтон                  | Гингема |
| Вениамин Смехов                 | Бастинда |
| Сергей Цейц                     | Урфин Джюс (6 и 8-10 серии) |
| Анатолий Баранцев               | Урфин Джюс (7 серия) / филин Гуамоко |
| Роман Филиппов                  | Людоед (1 серия) / медведь Топотун |
| Антонина Кончакова              | Анна, мама Элли (1 серия) |
| Зинаида Нарышкина               | бородатый жевун (1 и 6 серии) / заяц (2 серия) / ворона Кагги-Карр / 1-й житель Фиолетовой страны (8 серия, указана в титрах как И. Нарышкина) |
| Рина Зелёная                    | жевун (1 и 6 серии) |
| Вера Васильева                  | Виллина (1 серия) |
| Виктор Филимонов                | бородатый стражник (3 серия) |
| Владимир Высоцкий               | Волк, слуга Бастинды (4 серия) |
| Игорь Ясулович                  | 1-й мигун (4 серия) |
| Владимир Горелов                | 2-й мигун / вожак летучих обезьян (4 серия) |
| Ольга Аросева                   | Стелла (5 серия) |
| Леонид Елинсон                  | моряк Чарли Блек (6 серия) |
| Юрий Савельев                   | Чарли Блек (7-8 серии) |
| Мария Виноградова               | Тим (9-10 серии) |
| Валентин Никулин                | Хранитель Времени (там же) |
| Виктор Сергачёв                 | розовый король (там же) |
| Николай Юдаков                  | эпизод |
| Владимир Носачёв                | эпизод |
| Юлиан Калишер (режиссёр фильма) | усатый стражник (3 серия) / Страшила (вокал)                                                                                                   |

## Создание
Мультсериал снимался по той же технике, что и предыдущий многосерийный проект студии «Экран», «Приключения Незнайки и его друзей», — все десять серий были распределены между несколькими съёмочными группами и режиссёрами. Всё это в итоге вылилось в то, что все десять серий вышли разными по качеству мультипликации вплоть до того, что одни и те же места и куклы одних и тех же персонажей в разных сериях выглядят по-разному. После съёмок один из режиссёров Леонид Аристов забрал себе на память одну из кукол, изображавших Страшилу.
Подобно другим мультипликационным проектам «Экран» в 1970-х годах, мультфильм выполнен в условно-изобразительной манере с элементами буффонады.